# تو می‌خندی
تو می‌خندی (ایتالیایی: Tu ridi) که با نام‌های دیگری چون کائوس ۲ و دو آدم‌ربایی هم شناخته می‌شود، یک فیلم درام ایتالیایی به کارگردانی برادران تاویانی است که در سال ۱۹۹۸ منتشر شد. از بازیگران آن می‌توان به آنتونیو آلبانیزه، سابرینا فریلی، لوکا زینگارتی، للو آرنا، نیکول گریمائودو و توری فرو اشاره کرد. این فیلم در جشنواره بین‌المللی فیلم مار دل پلاتا برندهٔ جایزهٔ بهترین کارگردانی شد.